# Uniwersytet Gandawski
Uniwersytet Gandawski (niderl. Universiteit Gent, ang. Ghent University, w skrócie nl. UGent) – publiczny uniwersytet położony w Gandawie, w Belgii. Jest to jedna z większych uczelni flamandzkich, studiuje na niej około 46 tys. studentów i pracuje 15 tys. pracowników (dane na rok 2020).
Uniwersytet został założony w 1817 roku przez króla Niderlandów Wilhelma I. Po rewolucji z 1830 roku został przejęty przez nowo powstałe państwo belgijskie. Francuski był językiem akademickim do 1930, kiedy to uniwersytet jako pierwsza uczelnia w Belgii wprowadził zajęcia w języku holenderskim. W 1991 roku uczelnia uzyskała znaczną autonomię i zmieniła nazwę z Państwowego Uniwersytetu w Gandawie (holenderski: Gent Rijksuniversiteit, w skrócie RUG) na obecnie obowiązującą.

## Historia
Uniwersytet Gandawski został otwarty 9 października 1817 przez JC van Rotterdama jako pierwszego rektora. W pierwszym roku akademickim miał 190 studentów i 16 profesorów. Szkoła posiadała cztery wydziały: humanistyczny, prawa, medycyny i nauk ścisłych, a językiem wykładowym była łacina. Uczelnia została założona przez króla Wilhelma I w ramach polityki powstrzymania intelektualnego i akademickiego opóźnienia południowych Niderlandów. Uniwersytet w Liège powstał z tego samego powodu.
Maksymalna liczba studentów do rewolucji belgijskiej wyniosła 414, po 1830 szybko się zmniejszyła. W tym czasie wydziały humanistyczny i nauk ścisłych zostały zamknięte i przywrócone po pięciu latach, w 1835 roku.
W 1882 r. na uniwersytecie zaczęły studiować kobiety.
Uniwersytet Gandawski odegrał dużą rolę w rozwoju fundamentów nowoczesnej chemii organicznej – profesorem w tej szkole był m.in. Friedrich August Kekulé von Stradonitz.

## Charakterystyka szkoły
W przeciwieństwie do Katolickiego Uniwersytetu w Leuven czy Vrije Universiteit w Brukseli, Uniwersytet Gandawski uważa siebie za szkołę pluralistyczną i niezwiązaną z żadną religią lub ideologią.

## Wydziały

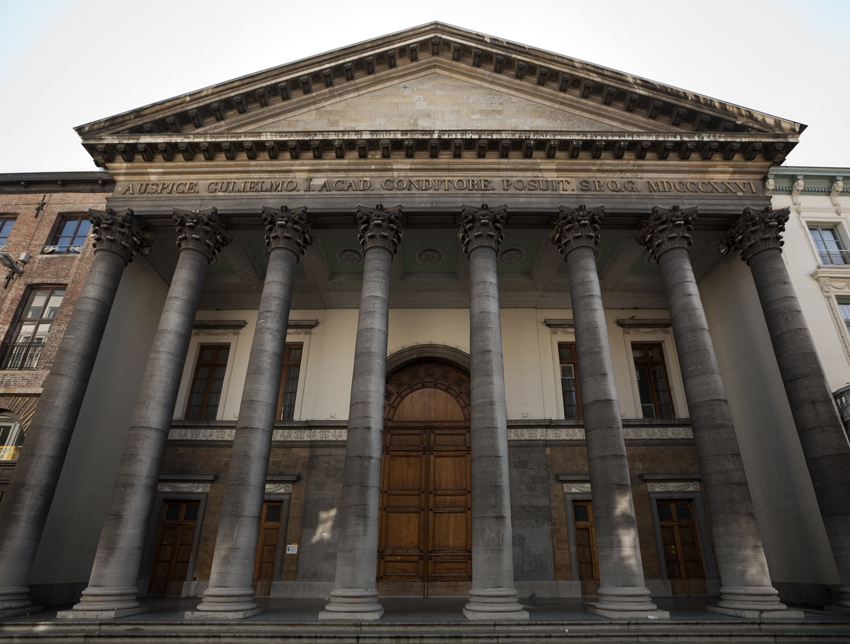

Uniwersytet Gandawski posiada jedenaście wydziałów, na które składa się ponad 130 katedr:
- Wydział Nauk Humanistycznych i Filozofii
- Wydział Prawa i Kryminologii
- Wydział Nauk Ścisłych
- Wydział Lekarski i Nauk o Zdrowiu
- Wydział Inżynierii i Architektury
- Wydział Ekonomii i Zarządzania
- Wydział Medycyny Weterynaryjnej
- Wydział Psychologii i Nauk o Wychowaniu
- Wydział Inżynierii Biologicznej
- Wydział Nauk Farmaceutycznych
- Wydział Nauk Politycznych i Społecznych

## Lista rektorów
Lista rektorów Uniwersytetu w Gandawie od roku 1922:
| Lp. | Imię i Nazwisko                         | Lata życia                          | Okres urzędowania                      | Prorektor                      |
| --- | --------------------------------------- | ----------------------------------- | -------------------------------------- | ------------------------------ |
| 1   | André Devreker                          | 8 listopada 1922 – 15 kwietnia 2012 | 1973–1977                              |                                |
| 2   | Julien Hoste                            | 30 maja 1921 – 1 grudnia 2011       | 1977–1981                              |                                |
| 3   | André Cottenie                          | 15 września 1919 – 21 lutego        | 1981–1985                              | Julien Hoste                   |
| 4   | Leon De Meyer                           |                                     | 1985–1993                              |                                |
| 5   | Jacques Willems                         |                                     | 1993–2001                              | Etienne Vermeersch (1993–1997) |
| 5   | Jacques Willems                         | Andreas De Leenheer (1997–2001)     | 1993–2001                              |                                |
| 6   | Andreas De Leenheer                     | 16 maja 1941                        | 2001–2005                              | Marc De Clercq                 |
| 7   | Paul Van Cauwenberge                    | 2 kwietnia 1949                     | 1 października 2005 – 30 września 2013 | Luc Moens                      |
| 8   | Anne De Paepe (pierwsza kobieta rektor) | 4 października 1955                 | 1 października 2013 - 30 września 2017 | Freddy Mortier                 |
| 9   | Rik Van de Walle                        | 1970                                | 1 października 2017 - 30 września 2021 | Mieke Van Herreweghe           |

## Rankingi
Uniwersytet Gandawski konsekwentnie plasuje się wśród najlepszych uczelni w Belgii (top 3) i na świecie (top 200). W 2009 zajął 136. miejsce wśród szkół wyższych na świecie (Times Higher Education–QS World University Rankings). W Top 50 uniwersytetów przyrodniczych 2011–2012 zajął 36. miejsce. W QS World University Rankings w 2010 zajął 192. miejsce, a w 2011 miejsce 165. W Times Higher Education World University Rankings w 2010 roku, został sklasyfikowany na 124. miejscu.
Uniwersytet zajął 89. pozycję w Akademickim Rankingu Uniwersytetów Świata w 2012 roku. Akademicki Ranking Uniwersytetów Świata (ARWU), powszechnie znany jako ranking szanghajski, to publikacja, która powstała i opracowywana jest przez Szanghajski Uniwersytet Jiao Tong (ang. Shanghai Jiao Tong University). Rankingi są prowadzone od 2003 roku. Przegląd ostatnich lat:
| Rok  | Pozycja |
| ---- | ------- |
| 2003 | 99      |
| 2004 | 101–152 |
| 2005 | 101–152 |
| 2006 | 102–150 |
| 2007 | 102–150 |
| 2008 | 101–152 |
| 2009 | 101–152 |
| 2010 | 90      |
| 2011 | 89      |
| 2012 | 89      |